# Hemicytheridea paiki
Hemicytheridea paiki is een mosselkreeftjessoort uit de familie van de Hemicytheridae. De wetenschappelijke naam van de soort is voor het eerst geldig gepubliceerd in 1978 door Jain.